# 德米特里夫卡 (基利亞區)
45°38′31″N 29°22′43″E / 45.64194°N 29.37861°E
德米特里夫卡（烏克蘭語：Дмитрівка）是位於烏克蘭西南部的村莊，由敖德萨州伊茲梅爾區的基利亞市鎮負責管轄。該村始建於1978年，面積2.56平方公里，海拔高度15米，2001年人口3,144，人口密度每平方公里1,228.13人。